# Grapsicepon messoris
Grapsicepon messoris is een pissebed uit de familie Bopyridae. De wetenschappelijke naam van de soort is voor het eerst geldig gepubliceerd in 1880 door Kossmann.